# ناجي عبده الجندي
اللواء ناجي عبده الجندي أحد ابطال حرب أكتوبر ومن الحاصلين علي نجمة سيناء    وكان خلال حرب أكتوبر 1973م قائدا للكتيبة 45 من اللواء 90 بالفرقة 18 مشاه الجيش الثاني الميداني   التي شاركت ضمن وحدات الفرقة في تحرير مدينة القنطرة شرق.

## حرب أكتوبر
كانت كتيبته مكلفة بتدمير نقطتين حصينتين علي خط بارليف وتطهير مدينة القنطرة شرق من أي قوات إسرائيلية ثم الاشتراك في الدفاع ضمن وحدات الفرقة 18 مشاه عن الأراضي التي تم تحريرها شرق القناة وقد اصيب خلال اقتحام النقطة الحصينة وواصل القتال حتي ايقاف إطلاق النيران واسر عددا كبيرا من الدبابات والافراد الإسرائيليين،

## حياته العسكرية
تدرج اللواء ناجي الجندي في جميع الوظائف القيادية في القوات المسلحة كقائد لواء ورئيس فرع التخطيط التعبوي وبشعبة عمليات المنظمة المركزية وشعبة عمليات الوزارة ثم نائب مدير كلية القادة والاركان ثم مديرا لها.

## إصابته
خلال المعارك اصيب البطل اللواء ناجي عبده الجندي خلال اقتحام النقطة الإسرائيلية الحصينة ولكنه واصل القتال حتي تم إيقاف إطلاق النيران واسر عددا كبيرا من الدبابات والأفراد الإسرائيليين
الجدير بالذكر أن مدينة القنطرة شرق قد احتلت أثناء حرب 1967 وقد دمرها العدو الإسرائيلى تدميرا كبيرا أثناء احتلالها وظلت القنطرة شرق محتلة منذ الخامس من شهر يونيو عام 1967 حتى تم تحريرها في أكتوبر عام 1973

## ذكراه
وأذاع الإذاعى الكبير فايق فهيم نبأ عبور القوات المسلحة المصرية قناة السويس وأقتحام خط بارليف الحصين وحول هذا يقول الإذاعى الكبير فايق فهيم في مقابلة معه:
- كنت الإذاعي المكلف لقراءة نشرات الأخبار في فترة الظهيرة الممتدة من الساعة الثانية والنصف وحتي الرابعة مساء يوم السادس من أكتوبر 1973 العاشر من رمضان 1393 هــــــ وفوجئت في تلك الفترة بالأستاذ إبراهيم وهبي مدير عام الأخبار بالإذاعة في ذلك الوقت يأتي مهرولا وقال لى: يظهر يا فايق هتفطر النهاردة هنا.
- فقلت له: خير يا ريس؟
- فقال: هناك أخبار مهمة جدا لابد أن تقرأها كلها الآن علي الهواء.
- فأمسكت بالأوراق وكانت كثيرة وللوهلة الأولي فوجئت بأن غالبيتها مكتوب بخط اليد فأيقنت أن الأمر في غاية الأهمية فتوكلت علي الله وبدأت أذيع مباشرة علي الهواء ولمدة 38 دقيقة كل الأحداث الأولى لأنتصار أكتوبر بداية من أمر القائد الأعلى للقوات المسلحة المصرية بتحريك القوات إلى شاطيء قناة السويس والعبور للضفة الشرقية ونجاح القوات الجوية في تنفيذ المهام الموكلة إليها ورفع العلم المصري علي أول نقطة سقطت من خط بارليف وغيرها من البيانات والتي كنت اقرأها وجسدي ينتفض فرحا كغيري من أبناء مصر الوطن العربيإلى أن جاءت الساعة الرابعة فتركت الميكرفون للزميل صبري سلامة الذي تلا البيان الرابع.

## تكريمه
بعد أنتهاء المعارك تم تكريم البطل اللواء ناجي عبده الجندي ومنحه الرئيس محمد أنور السادات وسام نجمة سيناء لدوره في تحرير القنطرة شرق بحرب أكتوبر 1973م. ونال العديد من الأوسمة أهمها نوط الشجاعة العسكري من الدرجة الأولى لجهوده بحرب الاستنزاف عام 1970 م.

## بعد الحرب
تدرج البطل اللواء ناجي الجندي في الوظائف القيادية بالقوات المسلحة وتولى رئاسة فرع التخطيط التعبوي ثم شعبة عمليات المنظمة المركزية فشعبة عمليات الوزارة ثم تم أختياره نائبا لمدير كلية القادة والاركان ثم تولى إدارتها.